# Namea salanitri
Namea salanitri is een spinnensoort in de taxonomische indeling van de bruine klapdeurspinnen (Nemesiidae).
Namea salanitri werd in 1984 beschreven door Raven.